# سوشی بوریتو
سوشی بوریتو (انگلیسی: Sushi burrito) نوعی غذای تلفیقی ژاپنی-آمریکایی است. معمولاً با پیچاندن مواد  سوشی مانند ماهی و سبزیجات در یک بسته‌بندی مانند بوریتو تهیه می‌شود. این غذا شکلی از غذاهای آمریکایی است که از غذاهای ژاپنی الهام گرفته شده‌است، اما به‌طور واقعی ژاپنی در نظر گرفته نمی‌شود.